# Khmerská republika
Khmerská republika byl název pro státní útvar v dnešní Kambodži v letech 1970–1975.

## Historie
V roce 1970 premiér Lon Nol provedl státní převrat a svrhl krále Norodoma Sihanouka. Vyhlásil republiku a byl de facto vazalem USA. V zemi ovšem vypukla občanská válka, rozpoutaná komunistickými Rudými Khméry v čele s Pol Potem. Po skončení Vietnamské války se Američané stáhli a Lon Nol přišel o spojence. Vietnamská armáda, která měla během války v Kambodži své základny, odešla, a Rudí Khmérové získávali moc nad zemi. V roce 1975 Lon Nol uprchl do USA a Rudí Khmérové se zmocnili vlády a vyhlásili Demokratickou Kampučiu.